# Смушкевич, Игорь Зиновьевич
Игорь Зиновьевич Смушкевич (бел. Ігар Зіноўевіч Смушкевіч; 1933 год, Ростов-на-Дону — 20 января 2011 года) — белорусский фехтовальщик и баскетболист, поэт и бард, актёр кино и телевизионный ведущий. Мастер спорта СССР, неоднократный чемпион и призёр чемпионатов БССР и СССР по фехтованию и баскетболу.

## Биография
Родился в 1933 году в Ростове-на-Дону.
За свою жизнь снялся в более чем 30 кинофильмах и написал сборник стихотворений «На свет Божий».
Ушел из жизни 20 января 2011 года.

## Фильмография
| Год  | Фильм                             | Роль                                            |
| ---- | --------------------------------- | ----------------------------------------------- |
| 1967 | Житие и вознесение Юрася Братчика | бывший бродяга случайно определённый в апостолы |
| 1972 | После ярмарки                     | грузин-виноторговец                             |
| 1973 | Большой трамплин                  | Игорь Зиновьевич                                |
| 1974 | Великое противостояние            | тренер                                          |
| 1975 | Гамлет Щигровского уезда          | эпизод                                          |
| 1979 | Железные игры                     | судья                                           |
| 1981 | Половодье                         | эпизод                                          |
| 1982 | Давай поженимся                   | эпизод                                          |
| 1982 | С кошки всё и началось…           | эпизод                                          |
| 1991 | Хэппи энд                         | работник киностудии                             |
| 1992 | Белое озеро                       | эпизод                                          |
| 1992 | Уик-энд с убийцей                 | бармен                                          |
| 1993 | Кешка и борода                    | учёный                                          |
| 2003 | Бабий Яр                          | старый еврей                                    |